# Тредэвэй, Люк
Люк Э́нтони Нью́ман Тре́дэвэй (англ. Luke Antony Newman Treadaway, род. 10 сентября 1984, Эксетер, Девон) — британский театральный, телевизионный и киноактёр.

## Биография
Люк Тредэвэй родился в Королевском госпитале Девона и Эксетера (англ. Royal Devon and Exeter Hospital) и воспитывался в деревне Сэндфорд, возле городка Кредитон в графстве Девон. Его отец — архитектор, а мать — учительница начальной школы. У него есть два брата: старший брат художник Сэм (англ. Sam) и брат-близнец Гарри, который младше на несколько минут.
Люк и его брат-близнец Гарри ходили в общественный колледж королевы Елизаветы (англ. Queen Elizabeth's Community College) в Кредитоне, где они играли в регби. Вдохновленные Эдди Веддером и при поддержке своего учителя актёрского мастерства из средней школы Фила Гассона (англ. Phil Gasson), близнецы сформировали группу под названием Lizardsun с Мэттом Конингэмом (англ. Matt Conyngham) и Сетом Кэмпбеллом (англ. Seth Campbell). Кроме того они оба поступили в Национальный молодёжный театр (англ. National Youth Theatre). Он окончил Лондонскую академию музыкального и драматического искусства.
По состоянию на 2013 год жил в квартире в Северном Лондоне с братом-близнецом Гарри, своей девушкой — актрисой Рутой Гедминтас — и другом, который играл в группе.

## Награды и номинации
В 2013 году получил престижную театральную премию Лоренса Оливье за роль в спектакле «Загадочное ночное убийство собаки».

## Фильмография
| Год     | Название на русском               | Название на английском           | Роль                 | Примечания               |
| ------- | --------------------------------- | -------------------------------- | -------------------- | ------------------------ |
| 2005    | Братья Рок-н-Ролл                 | Brothers of the Head             | Барри Хоуви          |                          |
| 2006–07 | Проект Невинности                 | The Innocence Project            | Адам Соломонс        | Главная роль; 8 эпизодов |
| 2007    | Место встречи — станция «Клэпхем» | Clapham Junction                 | Тео                  | ТВ фильм                 |
| 2007    | Раны богов                        | God's Wounds                     | Марк                 | Короткометражка          |
| 2008    | Царапина                          | Scratch                          | Сол                  |                          |
| 2008–09 |                                   | Mist: Sheepdog Tales             | Эдди/Пигги Патрик    | 10 эпизодов              |
| 2009    | Публичный секс                    | Dogging: A Love Story            | Дэн                  |                          |
| 2009    | Вико                              | Viko                             | Вико                 | Короткометражка          |
| 2009    | Бессердечный                      | Heartless                        | Ли Морган            |                          |
| 2010    | В первый раз                      | For the First Time               | Джеймс               | Короткометражка          |
| 2010    | Битва титанов                     | Clash of the Titans              | Прокопион            |                          |
| 2010    | Алиса                             | Alice                            | Белый Кролик         | Короткометражка          |
| 2010    | Стукачка                          | The Whistleblower                | Джим Хиггинс         |                          |
| 2011    | Поздние цветы                     | Late Bloomers                    | Бенджамин            |                          |
| 2011    | Музыка нас связала                | You Instead                      | Адам                 |                          |
| 2011    | Чужие на районе                   | Attack the Block                 | Брюис                |                          |
| 2011    | Убить Боно                        | Killing Bono                     | Рик                  |                          |
| 2011    | Паника                            | Man in Fear                      | Энтони Фокс          | Короткометражка          |
| 2012    | Хороший денёк для свадьбы         | Cheerful Weather for the Wedding | Джозеф Пэттен        |                          |
| 2012    | 13 шагов вниз                     | Thirteen Steps Down              | Микс Киллини         | 2 эпизода                |
| 2012    | День Святого Георгия              | St George’s Day                  | Уильям Бишоп         |                          |
| 2013    | Пустошь                           | The Rise                         | Харви                |                          |
| 2013    | Удачу за хвост                    | Get Lucky                        | Лакки                |                          |
| 2013    | Рубикон                           | Rubicon                          | Сэм                  |                          |
| 2014–18 | Фортитьюд                         | Fortitude                        | Винсент Рэттри       | 2 эпизода                |
| 2016    | Бильярдная братия                 | The Rack Pack                    | Алекс Хиггинс        | Главная роль             |
| 2016    | Уличный кот по кличке Боб         | A Street Cat Named Bob           | Джеймс Боуэн         | Главная роль             |
| 2018    | Испытание невиновностью           | Ordeal by Innocence              | доктор Артур Калгари | Мини-сериал; 3 эпизода   |
| 2019    | Предатели                         | Traitors                         | Хью Фентон           | 6 эпизодов               |
| 2020    | Рождество кота Боба               | A Christmas Gift from Bob        | Джеймс Боуэн         | Главная роль             |
| 2023    | Агентство «Локвуд и компания»     | Lockwood & Co                    | Золотой Клинок       |                          |